# Hussakiw
Hussakiw (ukrainisch Гусаків; russisch Гусаков/Gussakow, polnisch Husaków oder Hussaków) ist ein Dorf in der ukrainischen Oblast Lwiw in der Westukraine mit etwa 500 Einwohnern.

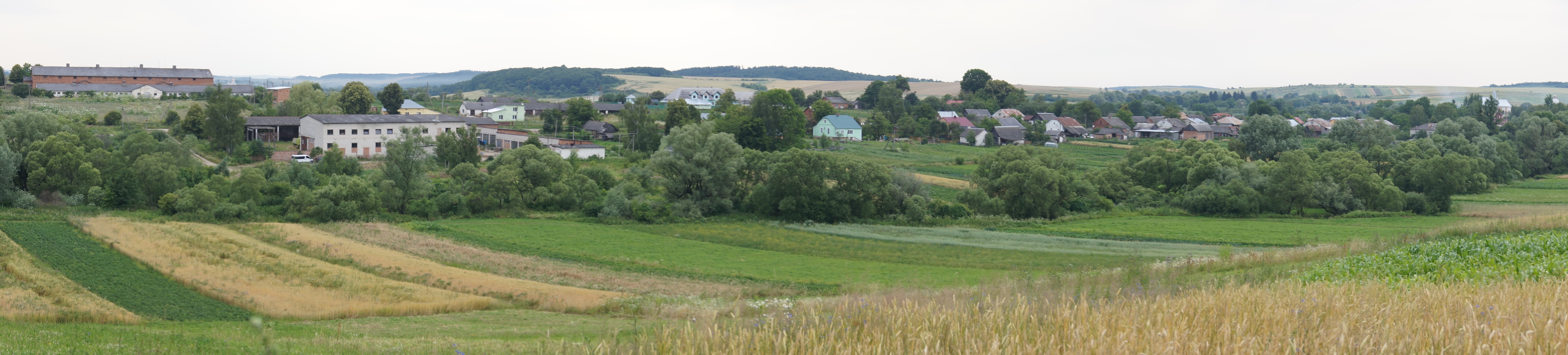
Panoramablick auf den Ort

Die Ortschaft liegt im Westen der historischen Landschaft Galizien im Rajon Jaworiw am Fluss Buchta (Бухта), etwa 14 Kilometer südwestlich vom ehemaligen Rajonzentrum Mostyska und 74 Kilometer westlich vom Oblastzentrum Lwiw entfernt.
Am 12. Juni 2020 wurde das Dorf ein Teil neu gegründeten Landgemeinde Schehyni im Rajon Jaworiw; bis dahin bildete es zusammen mit den Dörfern Wojewytschi (Боєвичі), Horyslawytschi (Гориславичі) und Radochynzi (Радохинці) die Landratsgemeinde Hussakiw (Гусаківська сільська рада/Hussakiwska silska rada) im Rajon Mostyska.
Der Ort wurde 1525 zum ersten Mal schriftlich erwähnt, lag zunächst in der Adelsrepublik Polen-Litauen, Woiwodschaft Ruthenien, und erhielt das Stadtrecht zuerkannt. Er kam 1772 als Hussakow zum damaligen österreichischen Kronland Galizien und lag dann ab 1867 bis 1918 im Bezirk Mościska.
Nach dem Ende des Ersten Weltkrieges kam er zu Polen, war hier ab 1921 als Husaków in die Woiwodschaft Lwów, Powiat Mościska, Gmina Husaków eingegliedert und wurde im Zweiten Weltkrieg erst von der Sowjetunion und ab 1941 bis 1944 von Deutschland besetzt und dem Distrikt Galizien angeschlossen. Nach der Rückeroberung durch sowjetische Truppen 1944 kam er 1945 wiederum zur Sowjetunion und wurde in die Ukrainische SSR eingegliedert, seit 1991 ist der Ort Teil der heutigen Ukraine. 1940 wurde der dem Ort das Stadt/Marktrecht aberkannt und seither ist er ein einfaches Dorf.